# Барбанель, Дмитрий Евгеньевич
Дми́трий Евге́ньевич Барбане́ль (род. 16 августа 1973, Ленинград, СССР) — российский дизайнер и художественный руководитель. Возглавляет «Мастерскую Димы Барбанеля». Издания «Афиша» и Большой город относят его к числу наиболее влиятельных арт-директоров в стране.
С 1999 года Барбанель был художественным руководителем Playboy, Esquire, Citizen K, «Вокруг Света» , «Секрет Фирмы», Harper's Bazaar, The Art Newspaper Russia, книги-журнала «Эрмитаж», занимался макетами других изданий. Дмитрий участвовал в запуске профессионального журнала для дизайнеров-типографов «Шрифт», созданного при поддержке «Яндекса», компании «ПараТайп» и «Мастерской».
Барбанель входил в экспертный совет международного конкурса на разработку концепции развития парка «Сокольники». В 2014 году он стал одним из героев документального фильма The Modern Russian Design, рассказывающего об истории российского дизайна.

## Мастерская
«Мастерская Димы Барбанеля» — творческое объединение дизайнеров, направленное на развитие нестандартного мышления и практических навыков, во время которого участники работают над проектами Дмитрия. Мастерская возникла в 2010 году в виде онлайн-курсов и выпустила более 100 человек.
Вместе с «Мастерской» Барбанель работал над художественным оформлением учебника и словаря русского языка для старшеклассников, подготовленных в СПбГУ. Под его руководством «Мастерская» оформила книгу «Горьковский ампир» — единственное издание, посвящённое историческим моделям Горьковского автомобильного завода, и отчёт Организации Объединённых Наций о состоянии лесов в России. В 2014 году «Мастерская Димы Барбанеля» разработала новый визуальный стиль ВДНХ.

## Campus
«Конечная цель этого проекта — заняться методической разработкой для государственных школ [...] В творческих вузах старые мастера умирают или уезжают, молодые — у них ничего нет пока, поэтому не могут ничего дать. Они не занимаются проектированием. [...]  И главное, что все это (образование) вообще никак не завязано на контекст, на реальную современную жизнь здесь и сейчас».
В сентябре 2013 годе при финансовой поддержке «Яндекса» Барбанель открыл бесплатную программу повышения квалификации дизайнеров Campus. Учебной площадкой и одновременно общежитием служит специально спроектированный архитектором Тимуром Шабаевым и построенный рядом с домом Барбанеля трёхэтажное строение в деревне Фоминское.
Campus, как и «Мастерская», исповедует принцип «мастерство через ремесло». Прошедшие отбор 3-5 участников программы — со-трудники — в течение пяти недель работают над решением практических задач своих преподавателей. Кроме самого Барбанеля, кураторами Кампуса являются Ждан Филиппов, Евгений Юкечев, Максим Шилов и другие специалисты в разных областях. Упор делается на проектирование социального интерфейса: веб-дизайн, макетирование, задачи по айдентике и средовому ориентированию.
В 2013 году за работу над Campus Look At Me поставил Барбанеля на первое место в списке главных людей в российском образовании в творческой индустрии.
|        |  |  |
| Кампус |  |  |